# سیارک ۱۵۲۰۲
سیارک ۱۵۲۰۲ (به انگلیسی: 15202 Yamada-Houkoku، نامگذاری:1977EM5) پانزده هزار و دویست و دومین سیارک کشف شده‌است که در ۱۲ مارس ۱۹۷۷ کشف شد.
قدر مطلق سیارک برابر ۲۰.۴ است.